# Valentin von Loienfels

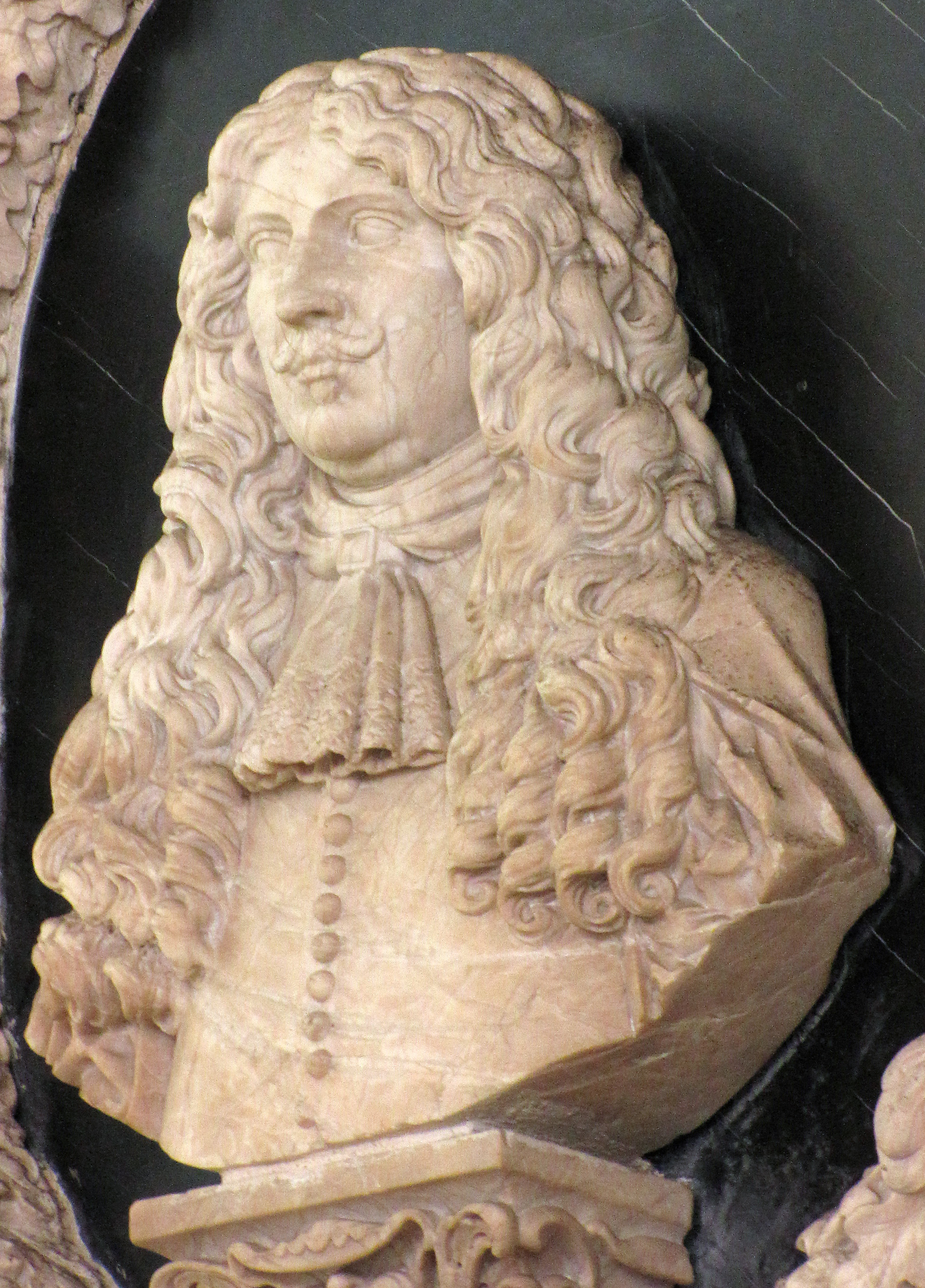
Valentin von Löwenfels (Epitaph in der Kirche St. Cosmae et Damiani in Stade)

Valentin von Loienfels, auch Loyenfels, Löwenfels, Loewenfels oder Lejonfels, (* 8. März 1628 in Stralsund als Valentin Maus; † 25. März 1670 in Stade) war ein deutscher Jurist in schwedischen Diensten.

## Leben
Der Sohn des gleichnamigen Kaufmanns Valentin Maus und der Katharina Burwitz besuchte die Schule in Stralsund und das Pädagogium Stettin. Im Alter von 15 Jahren ging er an die Universität Rostock, wo er drei Jahre studierte.  Anschließend unternahm er eine Reise in die Niederlande, auf der er die Universitäten Groningen und Leiden besuchte. Der schwedische Reichsfeldherr Jakob De la Gardie wurde auf ihn aufmerksam und machte ihn zum Hofmeister seiner Söhne, mit denen er die Universität Uppsala besuchte und anschließend nach Italien und Frankreich reiste. Nach seiner Rückkehr ernannte ihn der Karl X. Gustav zum Referendar am Greifswalder Hofgericht. 1657 berief ihn der schwedische König während des Zweiten Nordischen Krieges zu sich nach Polen und ernannte ihn zum Generalauditeur seiner Armee.
1660 wurde er mit den Titeln Justiz- und Konsistorialrat zum Assessor des Hofgerichts in Stade ernannt. Im selben Jahr wurde Valentin Musculus, wie er sich seit seiner Studienzeit nannte, mit dem Namen von Mäusen in den schwedischen Adelsstand erhoben. Auf seine Bitte wurde der Name später in von Loienfels geändert.
Seit 1661 war er mit Anna Bulder verheiratet, der Witwe des Stader Ratsverwandten Bernhard Bulder und Tochter des Kanzlers Hinrich von Haren. Der Ehe entstammte die Tochter Anna Katharina (* 1663).
In der Kirche St. Cosmae et Damiani in Stade befand sich ein Bildnis Loienfels’.